# عملة صعبة

النسبة المئوية لاحتياطيات العملة العالمية المحتفظ بها بعملة معينة

العملة الصعبة (بالإنجليزية: Hard currency)‏ (معروفة أيضاً بالعملة القوية وعملة الملاذ الآمن) ويقصد بها العملة الموثوقة والتي تكون ملاذ آمن ومستقر. هي عُملة يتم استخدامها كعملة تبادل دولية، تكون قيمتها ثابتة نسبيًا مثل الدولار واليورو وجنيه إسترليني العوامل التي تحدد العملة كعملة صعبة غالبًا تكون قدرة العملة على تأمين استقرار نسبي لقوتها الشرائية، بالإضافة إلى قوة البلد المُصدر لها اقتصاديًا وسياسيًا.
في الاقتصاد الكلي ، العملة الصعبة أو عملة الملاذ الآمن أو العملة القوية هي أي عملة متداولة عالميًا تعمل كمخزن موثوق ومستقر للقيمة. تشمل العوامل التي تساهم في جعل العملة عملة صعبة استقرار وموثوقية المؤسسات القانونية والبيروقراطية للدولة المعنية، ومستوى الفساد المنخفض، والاستقرار طويل الأجل لقوتها الشرائية، والأوضاع السياسية والمالية للبلد، وأيضًا سياسات البنك المركزي المُصدر للعملة.
تُعرَّف عملات الملاذ الآمن (Safe haven) بأنها عملات يستعملها الدول والمستثمرون كتحوط لمحافظهم ذات الأصول الخطرة والتي قد تكون عرضة للتحركات في أسواق تجنب المخاطر العالمية. على النقيض من العملة الصعبة، هناك ما يسمى العملة الناعمة (بالإنجليزية: soft currency) وهي العملة التي من المتوقع أن تتقلب بشكل متقطع أو تنخفض مقابل العملات الأخرى. عادة ما تكون هذه التقلبات نتيجة ضعف المؤسسات القانونية أو عدم الاستقرار السياسي أو المالي داخل البلد.

## الطلب على العملات الصعبة
يفضِّل المستثمرون والناس العاديون عمومًا العملات الصعبة على العملات الضعيفة في أوقات التضخم المتزايد (أو على وجه أدق، أوقات فروق التضخم المتزايدة بين البلدان)، في أوقات الخطر السياسي أو العسكري المرتفع، أو عندما يشعرون بأن أسعار الصرف التي تفرضها الحكومة غير واقعية. قد تكون هناك أسباب لتفضيل الاستثمار خارج البلاد، على سبيل المثال: قد تخضع العملة المحلية لضوابط رقابية من الحكومة مما يجعل من الصعب إنفاقها خارج الدولة المصدرة.